# 阚姓
阚姓是中国的姓氏之一。在《百家姓》中排第380位。

## 姓氏源流
阚姓的起源有两种说法：
- 出自姜姓，得姓于春秋时期齐国大夫姜太公后代止的封地阚（今山东省汶上县西南的南旺湖中）。阚氏后人将阚止奉为得姓始祖。
- 出自姞姓，得姓于吉姓子孙的封国阚国（今山东省嘉祥县北）。

## 延伸阅读
[在维基数据编辑]
 《百家姓》
 《欽定古今圖書集成·明倫彙編·氏族典·闞姓部》，出自陈梦雷《古今圖書集成》